# Génos (Hautes-Pyrénées)
Génos település Franciaországban, Hautes-Pyrénées megyében. Lakosainak száma 132 fő (2022. január 1.). Génos Loudenvielle, Adervielle-Pouchergues, Azet és Saint-Lary-Soulan községekkel határos.

## Népesség
A település népességének változása:
| Lakosok száma | 158  | 151  | 144  | 137  | 138  | 139  | 141  | 136  | 132  |
|               | 2013 | 2015 | 2016 | 2017 | 2018 | 2019 | 2020 | 2021 | 2022 |